# Euophrys mapuche
Euophrys mapuche es una especie de araña saltarina del género Euophrys, familia Salticidae. Fue descrita científicamente por Galiano en 1968.
Habita en Chile.